# La Légitimité
La Légitimité fut un journal hebdomadaire créé par Amélie Naundorff à Toulouse et géré par P. Rochau.

## Présentation
La Légitimité  fut l'organe du parti « naudorffiste ». Abel de Laprade, époux de Amélie Naundorff la fille de Karl-Wilhelm Naundorff, en assurait l'administration.

## Liste des rédacteurs
Parmi les rédacteurs ont figuré notamment :
- Jules Favre
- Auguste de Villiers de l'Isle-Adam